# Acqua EZ
L'acqua EZ (o acqua esclusa) è un tipo di acqua che si trova in particolari condizioni fisiche. 
Questo tipo di acqua è stata studiata soprattutto dal biologo Gerald Pollack dell’Università di Washington, che ne ha descritto le caratteristiche e i potenziali benefici per l'organismo umano. Seguendo le intuizioni di Albert Szent-Györgyi nel 2006 il gruppo di Gerald Pollack riportò l'osservazione di quella che il fisico Emilio Del Giudice definì la quarta fase dell'acqua. Tuttavia, gli scienziati non sono concordi sulla reale importanza dell'acqua EZ per la salute umana né sulla teoria di Pollack e al momento non esistono studi scientifici sufficienti a confermarne gli effetti benefici.

## Descrizione
L'acqua EZ si forma quando l'acqua entra in contatto con superfici idrofile, come ad esempio la superficie interna delle cellule del corpo umano. In queste condizioni, le molecole di acqua si organizzano in una struttura esagonale, formando una sorta di "rete" capace di trattenere una piccola quantità di ioni e molecole.